# Зулузинью
Ва́гнер да Консейса́н Ма́ртинс (порт.-браз. Wágner da Conceição Martins; 19 мая 1978, Сан-Луис), более известный как Зулузи́нью (порт.-браз. Zuluzinho) — бразильский боец смешанного стиля, выступал в тяжёлой весовой категории в период 2003—2010. Известен по участию в турнирах бойцовской организации Pride, где встречался с сильнейшими бойцами-тяжеловесами мира, в том числе со знаменитым Фёдором Емельяненко. Владеет пурпурным поясом по бразильскому джиу-джитсу, ветеран турниров вале-тудо.

## Биография
Родился 19 мая 1978 года в городе Сан-Луис, штат Мараньян. Воспитывался бабушкой, уже в молодости обладал внушительными габаритами, работал охранником в нескольких регги-клубах на севере Бразилии. Пойдя по стопам отца, тоже увлекавшегося единоборствами, занялся бразильским джиу-джитсу — проходил подготовку под руководством тренера Рикарду Кандиду Гомеса, который впоследствии удостоил его пурпурного пояса и позже продолжил готовить его во время выступлений по ММА.
Зулузинью регулярно дрался в традиционных бразильских турнирах вале-тудо, которые в отношении правил очень похожи на современные смешанные единоборства. Сообщалось, что по вале-тудо в его послужном списке было 38 побед без единого поражения, причём все победы досрочные, хотя официальных данных на этот счёт нет, достоверно подтверждены только пять из этих поединков.
Зарекомендовав себя на родине, в 2005 году Зулузинью получил приглашение принять участие в турнире английского промоушена Cage Warriors, где уверенно нокаутировал своего соперника, а затем отправился в Японию и подписал долгосрочный контракт с одной из крупнейших бойцовских организаций мира Pride Fighting Championships. Дебютировал здесь с победы, после чего встретился со знаменитым российским тяжеловесом Фёдором Емельяненко и потерпел первое в карьере поражение, пропустив множество сильных ударов в голову.
Проиграв Емельяненко, в 2006 и 2007 годах Зулузинью провёл в Pride ещё два боя — против соотечественника Антониу Родригу Ногейры и американца Эрика Эша соответственно. Оба боя проиграл в первых же раундах, в первом случае рычагом локтя, во втором болевым приёмом «американа». Далее он выступал в нескольких малоизвестных промоушенах, дважды приезжал в Россию, в том числе в 2008 году в Санкт-Петербурге дрался с российским самбистом Ибрагимом Магомедовым, проиграл ему техническим нокаутом в первом раунде. Одну из наиболее значимых побед в карьере одержал в Японии на турнире K-1 Premium 2007 Dynamite!!, когда побил местного бойца Икухису Минову. В последние годы выступал преимущественно в Бразилии, в 2010 году в матче-реванше был нокаутирован бразильцем Жерониму дус Сантосом и вскоре принял решение завершить карьеру профессионального спортсмена.
В 2018 году возобновил выступления в сербском промоушене Megdan Fighting.
Как заявили организаторы,перед последним боем состоявшимся в марте 2019 года,Зулу таким образом проводит подготовку к началу выступления в японской организации Rizin.
В январе 2020 года 41-летний  Зулзиньо подписал контракт с российским промоушеном Fight Nights Global и начал подготовку к гран-при в супертяжелом весе, допуск к которому имели только бойцы, чей вес был не менее 120 кг, а рост не менее 200 см. Из-за пандемии COVID-19 старт гран-при был перенесен и в освободившееся окно Зулзиньо принял участие в записи шоу "Каменные лица", в котором соперники обмениваются пощечинами. Соперником бразильца стал россиянин Василий Камоцкий.

## Статистика в ММА
| Боёв 27         | Побед 14 | Поражений 12 |
| --------------- | -------- | ------------ |
| Нокаутом        | 12       | 9            |
| Сдачей          | 1        | 2            |
| Решением        | 1        | 1            |
| Не состоявшихся | 1        | 1            |

| Результат | Рекорд    | Соперник                | Способ                                    | Турнир                                 | Дата             | Раунд | Время | Место                     | Примечание |
| --------- | --------- | ----------------------- | ----------------------------------------- | -------------------------------------- | ---------------- | ----- | ----- | ------------------------- | ---------- |
| Поражение | 14-12 (1) | Серинь Усман Диа        | TKO (удары)                               | MMA Attack 4: Comback                  | 24 сентября 2022 | 1     | 0:42  | Бендзин, Польша           |            |
| Поражение | 14-11 (1) | Петр Романкевич         | KO (колено)                               | AMC Fight Nights 114                   | 3 сентября 2022  | 1     | 4:53  | Минск, Беларусь           |            |
| Поражение | 14-10 (1) | Юсуп Шуаев              | Решение большинства                       | AMC Fight Nights: Sochi                | 23 февраля 2021  | 3     | 5:00  | Сочи, Россия              |            |
| Победа    | 14-9 (1)  | Александар Алексич      | Нокаут ударами руками                     | Megdan Fighting 6                      | 9 декабря 2019   | 1     | 3:18  | Белград, Сербия           |            |
| Победа    | 13-9 (1)  | Марко Джордевич         | Нокаут ударами руками                     | Megdan Fighting 5                      | 27 июня 2019     | 1     | 0:53  | Сремска-Митровица, Сербия |            |
| Победа    | 12-9 (1)  | Александар Алексич      | Нокаут ударами руками                     | Megdan Fighting 4                      | 15 марта 2019    | 1     | 0:23  | Нови-Сад, Сербия          |            |
| Поражение | 11-9 (1)  | Эдвалдо де Оливейра     | Технический нокаут (отказ от продолжения) | Imortal FC 9                           | 2 июня 2018      | 1     | 5:00  | Сан-Луис, Бразилия        |            |
| Поражение | 11-8 (1)  | Жерониму дус Сантос     | Нокаут ударами руками                     | Mr. Cage 4                             | 30 ноября 2010   | 1     | 0:00  | Манаус, Бразилия          |            |
| Победа    | 11-7 (1)  | Дуглас Умберту          | Раздельное решение судей                  | Ilha Combat 3: Confrontation of Giants | 9 апреля 2010    | 3     | 5:00  | Сан-Луис, Бразилия        |            |
| Победа    | 10-7 (1)  | Анжелу Араужу           | Технический нокаут (отказ от продолжения) | Ilha Combat 2: Araujo vs. Zuluzinh     | 19 декабря 2009  | 2     | 5:00  | Сан-Луис, Бразилия        |            |
| Поражение | 9-7 (1)   | Жерониму дус Сантус     | Нокаут ударом рукой                       | Fusion Combat                          | 14 декабря 2008  | 2     | 0:22  | Боа-Виста, Бразилия       |            |
| Поражение | 9-6 (1)   | Жуйльерме дус Аньюс     | Вербальная сдача (удары руками)           | Desafio de Gigantes 10                 | 6 июля 2008      | 1     | 3:52  | Макапа, Бразилия          |            |
| Поражение | 9-5 (1)   | Ибрагим Магомедов       | Технический нокаут ударами руками         | fightFORCE: Russia vs. The World       | 19 апреля 2008   | 1     | 0:00  | Санкт-Петербург, Россия   |            |
| Победа    | 9-4 (1)   | Икухиса Минова          | Технический нокаут (остановка углом)      | K-1 Premium 2007 Dynamite!!            | 31 декабря 2007  | 3     | 2:13  | Осака, Япония             |            |
| Победа    | 8-4 (1)   | Владимир Кученко        | Удушающий приём сзади со спины            | Bodog Fight: USA vs. Russia            | 30 ноября 2007   | 1     | 2:14  | Москва, Россия            |            |
| Поражение | 7-4 (1)   | Жуйльерме дус Аньюс     | Технический нокаут (отказ от продолжения) | Desafio de Gigantes 8                  | 1 ноября 2007    | 2     | 3:50  | Макапа, Бразилия          |            |
| Поражение | 7-3 (1)   | Эрик Эш                 | Болевой приём «американа»                 | Pride 34                               | 8 апреля 2007    | 1     | 2:35  | Сайтама, Япония           |            |
| Поражение | 7-2 (1)   | Антониу Родригу Ногейра | Болевой приём рычаг локтя                 | Pride FC: Total Elimination Absolute   | 5 мая 2006       | 1     | 2:17  | Осака, Япония             |            |
| Поражение | 7-1 (1)   | Фёдор Емельяненко       | Вербальная сдача (удары руками)           | Pride FC: Shockwave 2005               | 31 декабря 2005  | 1     | 0:26  | Сайтама, Япония           |            |
| Победа    | 7-0 (1)   | Генри Миллер            | Технический нокаут ударами коленями       | Pride 30: Fully Loaded                 | 23 октября 2005  | 1     | 1:31  | Сайтама, Япония           |            |
| Победа    | 6-0 (1)   | Рафал Дабровский        | Нокаут ударом рукой                       | CWFC: Strike Force 2                   | 16 июля 2005     | 2     | 2:04  | Ковентри, Англия          |            |
| Ничья     | 5-0 (1)   | Клебер Раниери Жансен   | Оба бойца вывалились                      | Desafio de Gigantes 4                  | 20 мая 2005      | 1     | 0:00  | Макапа, Бразилия          |            |
| Победа    | 5-0       | Фабиу Блэк              | Нокаут                                    | World Combat 3                         | 13 мая 2005      | 1     | 1:20  | Сан-Луис, Бразилия        |            |
| Победа    | 4-0       | Луис Пантера            | Нокаут ударом рукой                       | Pedreiras Combat Vale Tudo             | 6 мая 2005       | 1     | 0:21  | Педрейрас, Бразилия       |            |
| Победа    | 2-0       | Жуниур Эладиу           | Технический нокаут ударами руками         | Desafio de Gigantes 2                  | 13 марта 2004    | 1     | 0:37  | Макапа, Бразилия          |            |
| Победа    | 1-0       | Карлос Андино           | Нокаут ударами руками                     | Main Event Vale Tudo                   | 4 ноября 2003    | 1     | 0:00  | Итапуа, Парагвай          |            |